# Nucla
Nucla és una població dels Estats Units a l'estat de Colorado. Segons el cens del 2000 tenia 734 habitants.

## Demografia
Segons el cens del 2000, Nucla tenia 734 habitants, 311 habitatges, i 208 famílies. La densitat de població era de 399,2 habitants per km².
Dels 311 habitatges en un 31,8% hi vivien nens de menys de 18 anys, en un 49,8% hi vivien parelles casades, en un 11,3% dones solteres, i en un 32,8% no eren unitats familiars. En el 30,5% dels habitatges hi vivien persones soles el 14,8% de les quals corresponia a persones de 65 anys o més que vivien soles. El nombre mitjà de persones vivint en cada habitatge era de 2,36 i el nombre mitjà de persones que vivien en cada família era de 2,91.
Per edats la població es repartia de la següent manera: un 28,6% tenia menys de 18 anys, un 6,5% entre 18 i 24, un 24,3% entre 25 i 44, un 27,9% de 45 a 60 i un 12,7% 65 anys o més.
L'edat mediana era de 39 anys. Per cada 100 dones de 18 o més anys hi havia 89,9 homes.
La renda mediana per habitatge era de 28.466 $ i la renda mediana per família de 33.636 $. Els homes tenien una renda mediana de 32.417 $ mentre que les dones 21.726 $. La renda per capita de la població era de 12.982 $. Entorn del 14,4% de les famílies i el 17% de la població estaven per davall del llindar de pobresa.

## Poblacions més properes
El següent diagrama mostra les poblacions més properes.